# Johannes Verbiest
Johannes Philippus Verbiest (Sint-Michiels, 4 september 1764 - Oostkamp, 8 mei 1846) was burgemeester van Sint-Michiels.

## Levensloop
Hij was de zoon van Johannes Verbiest (1748-1781) en Joanna Honghenaert (1734-1796). Vader Verbiest was griffier van de schuttersgilde Sint-Sebastiaan in Sint-Michiels. Aangezien dezelfde naam en voornaam tot in 1818 als griffier vermeld bleef mag men aannemen dat zijn zoon hem in die functie opvolgde.
Johannes Verbiest junior trouwde met Isabella Maenhout (1774-1863). Ze hadden acht kinderen, onder wie Franciscus Verbiest (1797-1853).
In 1796 werd hij, binnen het kanton Oostkamp 'agent municipal' voor Sint-Michiels. In juni 1800 werd hij tot 'maire' benoemd van de zelfstandig geworden gemeente Sint-Michiels. Hij bleef dit ambt uitoefenen tot begin februari 1808. Hij werd opgevolgd door Karel Van Neste.